# Dibbiyeh

Dibbiyeh (arabe : دبية ) est un village libanais situé dans le caza du Chouf au Mont-Liban au Liban.